# Центральная тюрьма Фейсалабада
Центральная тюрьма Фейсалабада (англ. Central Jail Faisalabad) — тюрьма в пакистанском городе Фейсалабаде, располагается на расстоянии почти 10 километров востоку от города.

## История
Тюрьма была построена в 1967 году и официально открыта 1-го июля 1971 года. Тюрьма была построена для осужденных по тяжким статьям из округа Фейсалабад. В тюрьме осужденные имеют возможность получить образование, в том числе и религиозное.

## Галерея

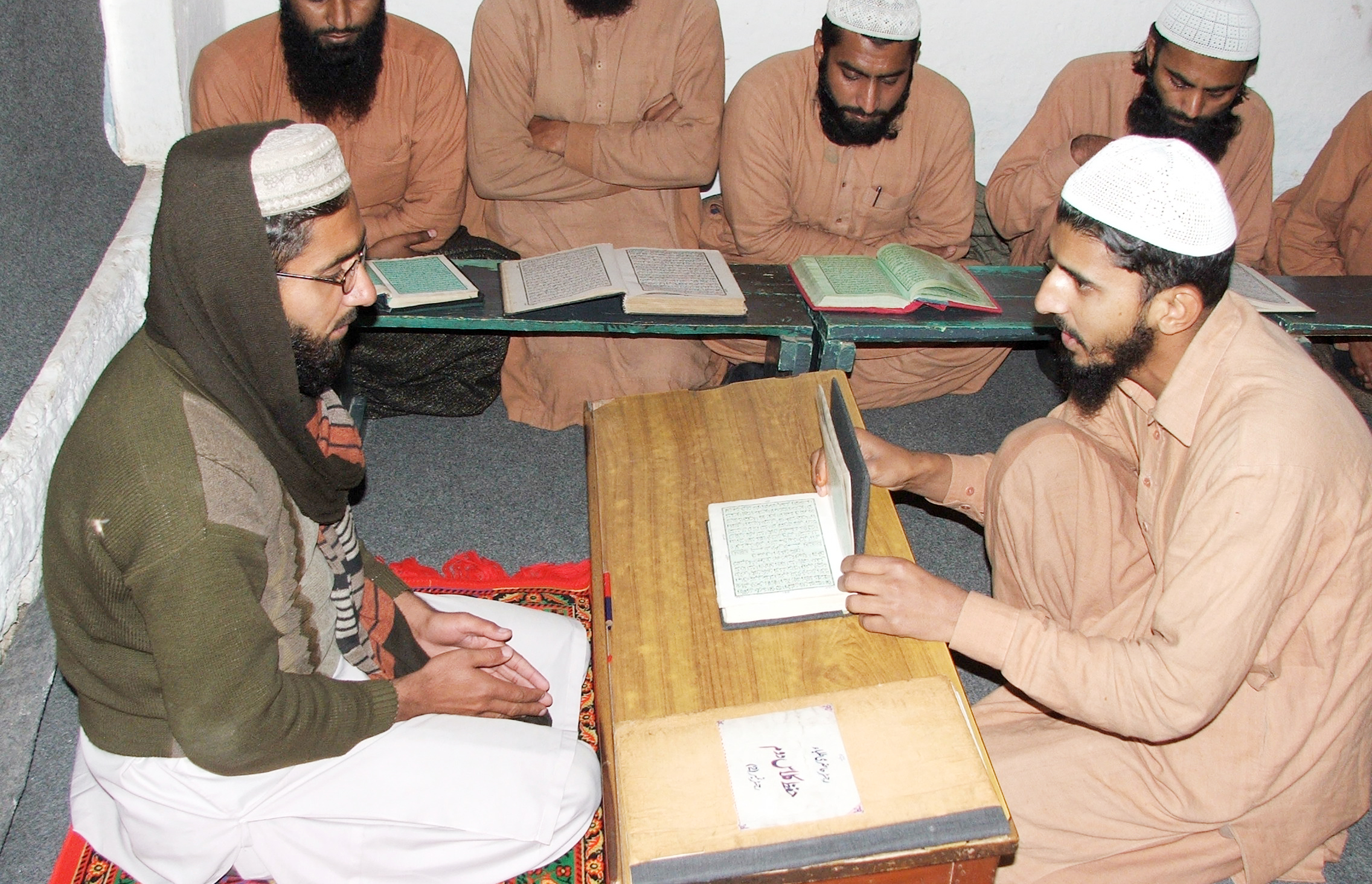
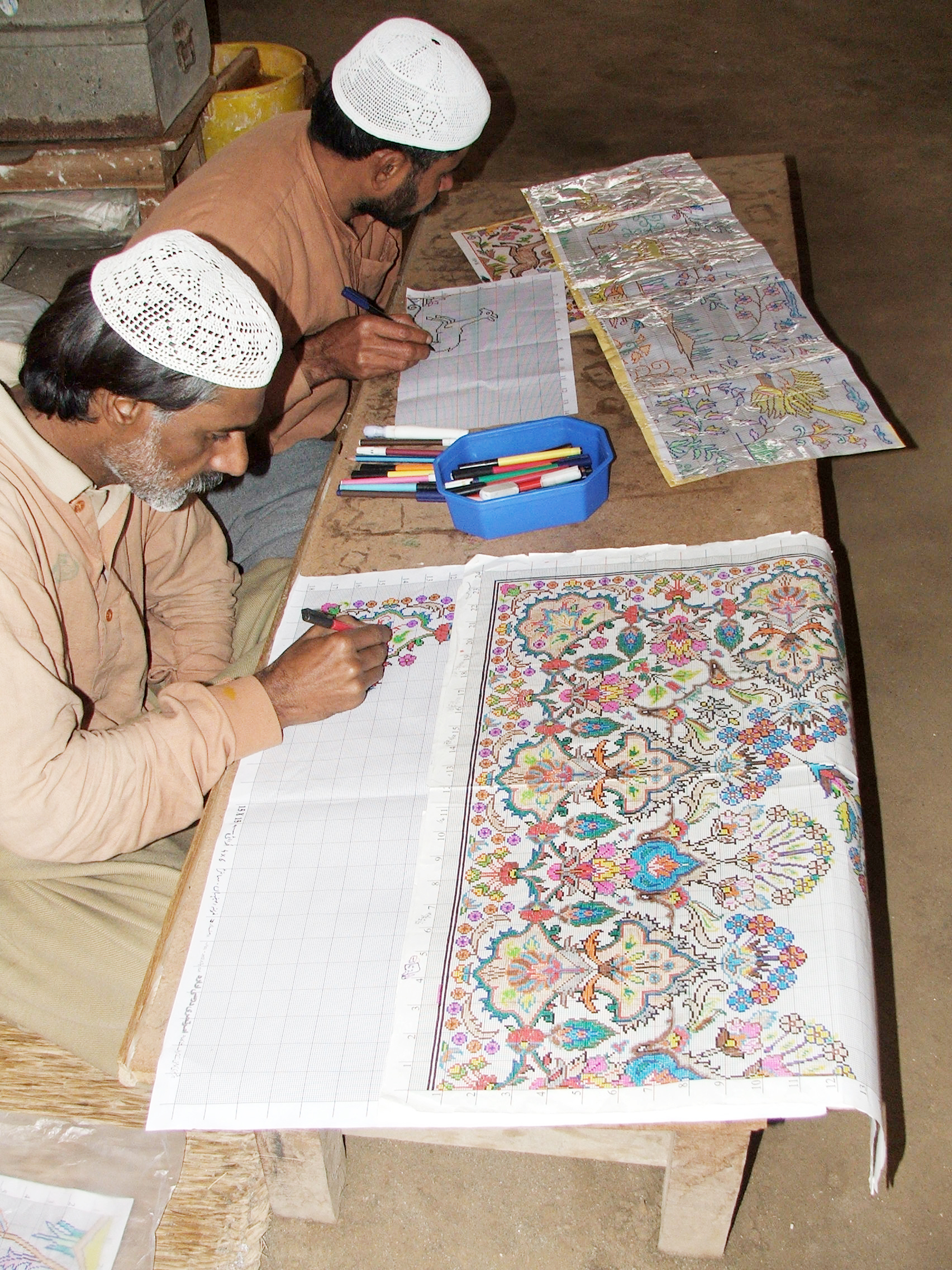
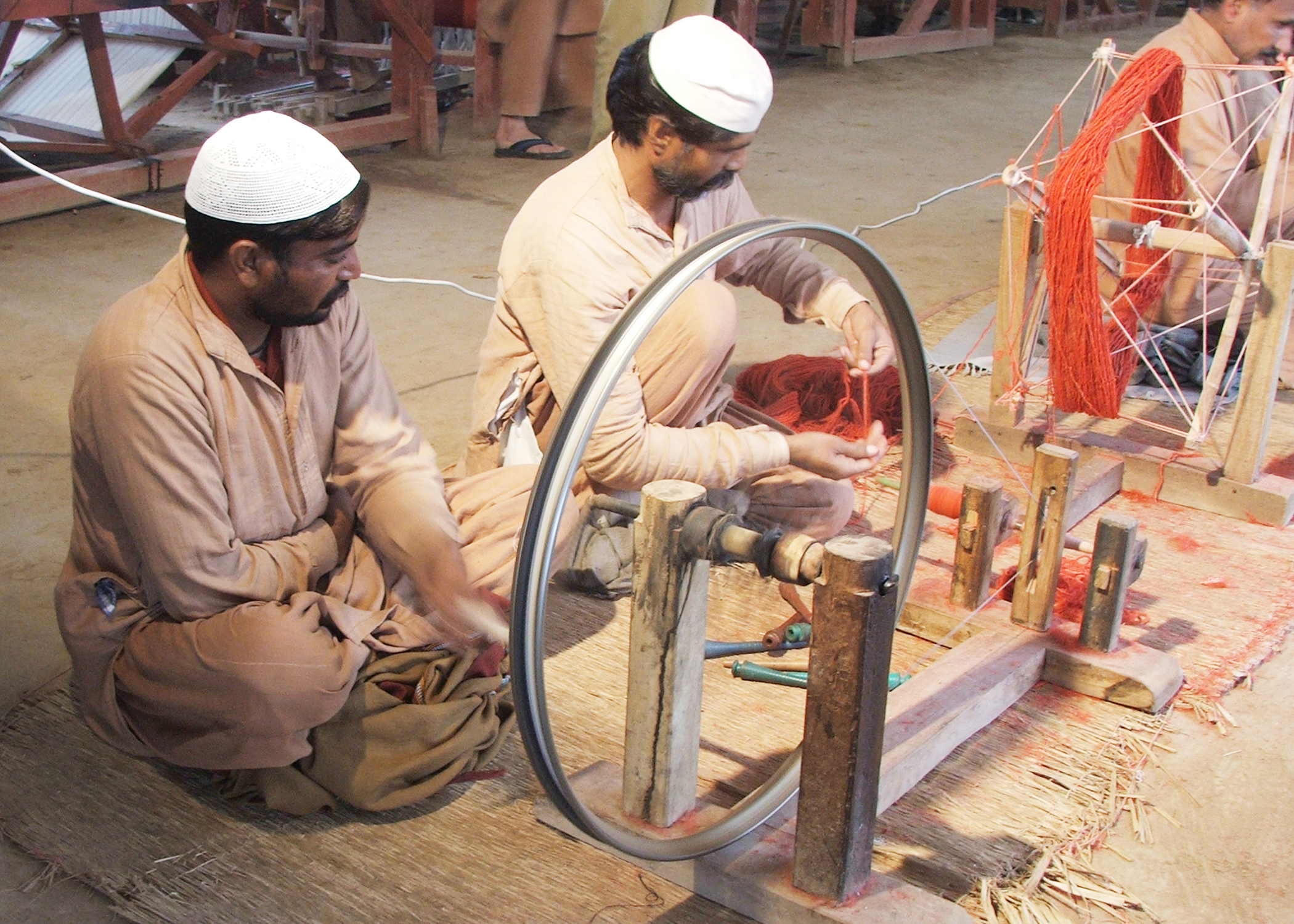
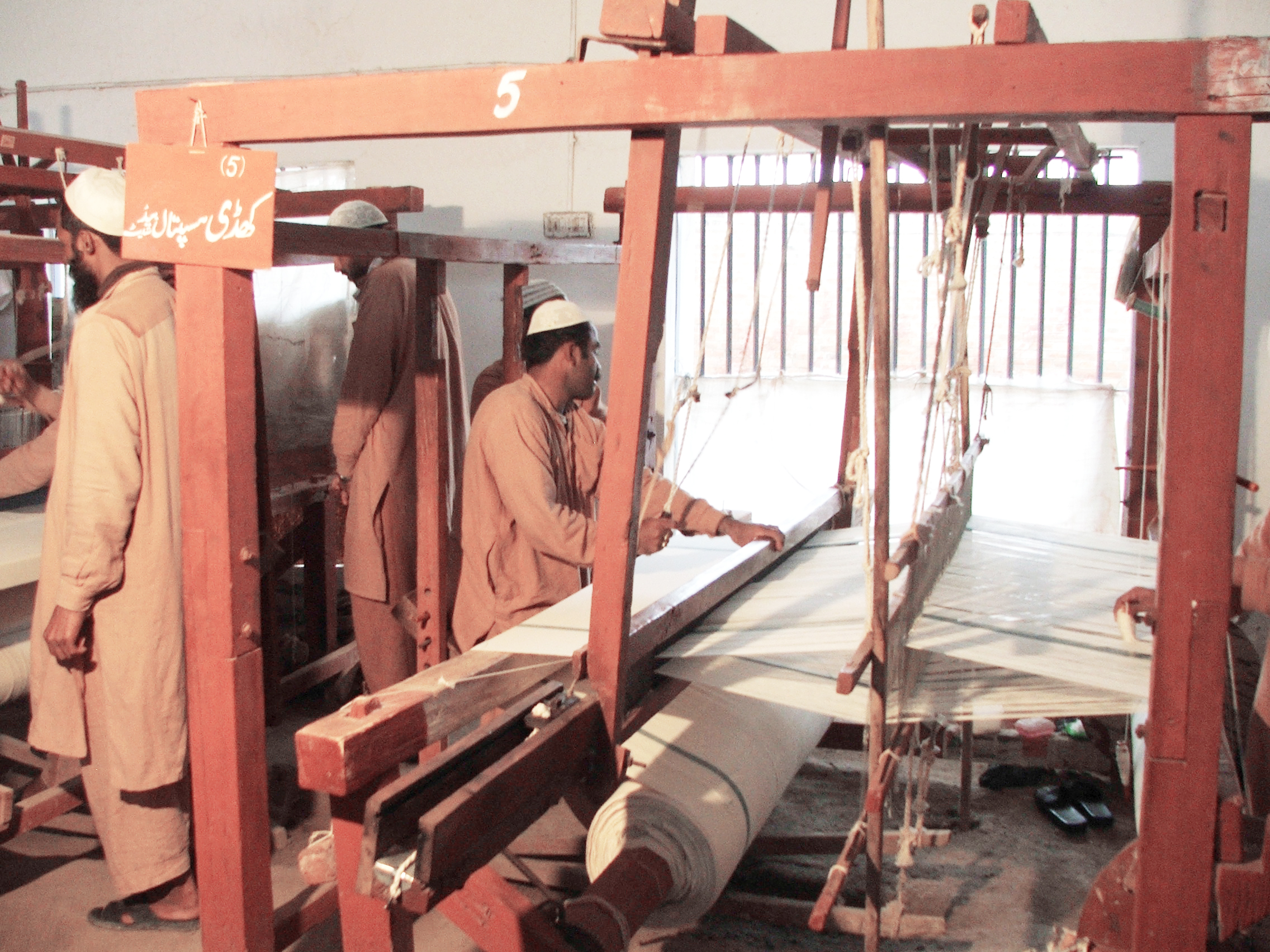

## Семейные номера
В 2006 году в тюрьме была открыта программа «Семейные номера», заключенные приговоренные к пожизненному или длительному сроку лишения свободы — раз в квартал могут жить со своими жёнами в течение трех дней. Для того чтобы получить такую возможность, заключенный должен быть объектом хорошего поведения.

## Занятость
В тюрьме осужденные имеют возможность освоить профессию, чтобы они могли зарабатывать себе на жизнь после окончания срока.